# Kieran Wright
Kieran Wright (* 1. April 2000 in Stepps) ist ein schottischer Fußballtorhüter, der bei den Glasgow Rangers unter Vertrag steht.

## Karriere

### Verein
Kieran Wirght begann seine Karriere in der Jugend bei den Glasgow Rangers, bei denen er im März 2016 seinen ersten Profivertrag unterschrieb. Im August 2016 wechselte er auf Leihbasis zu den Gala Fairydean Rovers in die Lowland Football League. Für den Fünftligisten absolvierte er neben den Ligaspielen zwei Pokalspiele der Saison 2016/17, als er mit den Rovers die 2. Hauptrunde erreichte.
Ab Januar 2018 war er für ein halbes Jahr an die Albion Rovers aus der dritten Liga verliehen. Sein Debüt für den Verein gab er am 27. Januar 2018 bei einer 1:3-Niederlage gegen Stranraer. Während der Leihe verlängerte er seinen Vertrag bei den Rangers. Für Albion, das am Ende der Saison 2017/18 die schlechteste Abwehr der Liga stellte und als Tabellenletzter abstieg, bestritt er zwölf Ligaspiele.
Danach wechselte Wright ab August 2018 als Leihspieler zu den Raith Rovers. Er absolvierte sieben Ligaeinsätze für die Rovers in der dritten Liga. Dabei entging ihm mit dem Verein der Aufstieg in die zweite Liga, als man im Play-off-Finale gegen Queen of the South unterlag.
Im Dezember 2019 unterschrieb Wright einen neuen Vertrag bei seinem Stammverein aus Glasgow, obwohl er noch zu keinem Einsatz in der ersten Mannschaft gekommen war. Ab Januar 2020 folgte eine weitere Leihe, als es zum Zweitligisten Alloa Athletic ging, für den er vier Ligaspiele bestritt.
Am 27. August 2020 wechselte der Torhüter innerhalb von Glasgow per Leihe zum Drittligisten Partick Thistle. Mit dem Verein aus dem Stadtteil Maryhill gewann er 2021 die Drittligameisterschaft, ehe es zurück zu den Rangers ging.

### Nationalmannschaft
Kieran Wright spielte zwischen 2016 und 2020 in den Juniorennationalmannschaften von Schottland, beginnend mit der U17 im Jahr 2016. Mit der U-17 nahm er als Ersatztorhüter an der Europameisterschaft in Aserbaidschan teil, bei der er im letzten Gruppenspiel gegen den Gastgeber zu seinem einzigen Einsatz in dieser Altersklasse kam. In den Jahren 2017 und 2018 kam er auf insgesamt sieben Spiele in der U19-Nationalmannschaft. Im Oktober 2020 debütierte Wright in der U21.